# 椎柴駅
椎柴駅（しいしばえき）は、千葉県銚子市野尻町にある、東日本旅客鉄道（JR東日本）成田線の駅である。

## 歴史
- 1933年（昭和8年）3月11日：鉄道省成田線笹川駅 - 松岸駅間延伸時に開設[1]。旅客・貨物取扱[2]。
- 1962年（昭和37年）10月1日：貨物取扱廃止[2]。
- 1970年（昭和45年）9月26日：荷物扱い廃止[2]。
- 1974年（昭和49年）3月15日：無人駅化[3][4]。
- 1987年（昭和62年）4月1日：国鉄分割民営化に伴い、東日本旅客鉄道（JR東日本）の駅となる[1]。
- 2007年（平成19年）1月中旬：駅舎改築[5]。
- 2009年（平成21年）3月14日：ICカード「Suica」の利用が可能となる[6]。東京近郊区間に組込まれる[6]。

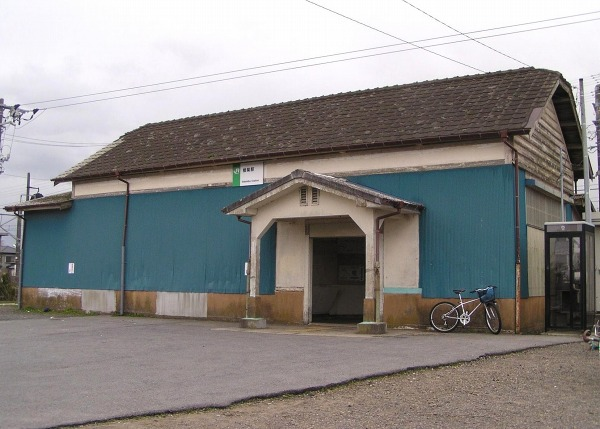
旧駅舎（2006年3月）

## 駅構造
相対式ホーム2面2線を有する地上駅。ホームは嵩上げされていない。北側の1番線ホームの北側に接して駅舎があり、2つのホームは下総豊里方の跨線橋で結ばれる。
旧駅舎は木造平屋建てで、外壁にはトタンが貼られていた。1974年から無人駅になり、駅舎内部の窓口は板で埋められ、待合所部分のみが使われていた。自動券売機などの設置は無く、乗車駅証明書発行機が窓口のあった部分に一台設置されていた。2007年1月の改築後は、屋根と透明な板で囲われコの字をした、簡易な待合所兼駅舎となっている。また、2番線ホームには小さな待合所が一棟建てられている。
トイレは男女別の水洗式で、駅舎内部に設置されている。旧駅舎だった頃は、駅舎とは別棟の男女共用の汲み取り式であった。
成田統括センター（銚子駅）管理の無人駅で、乗車駅証明書発行機・簡易Suica改札機が設置されている。

### のりば

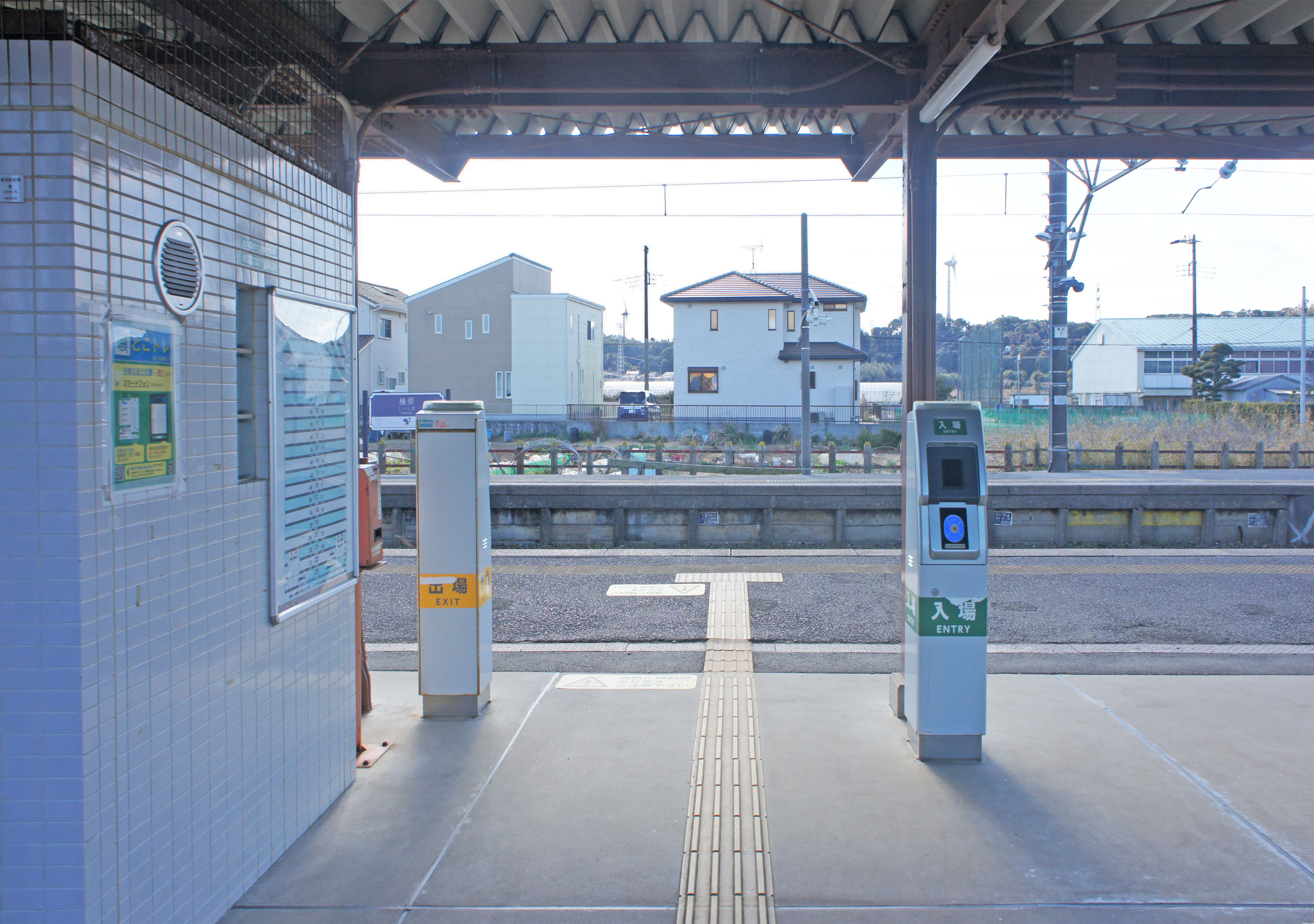
改札口（2022年2月）
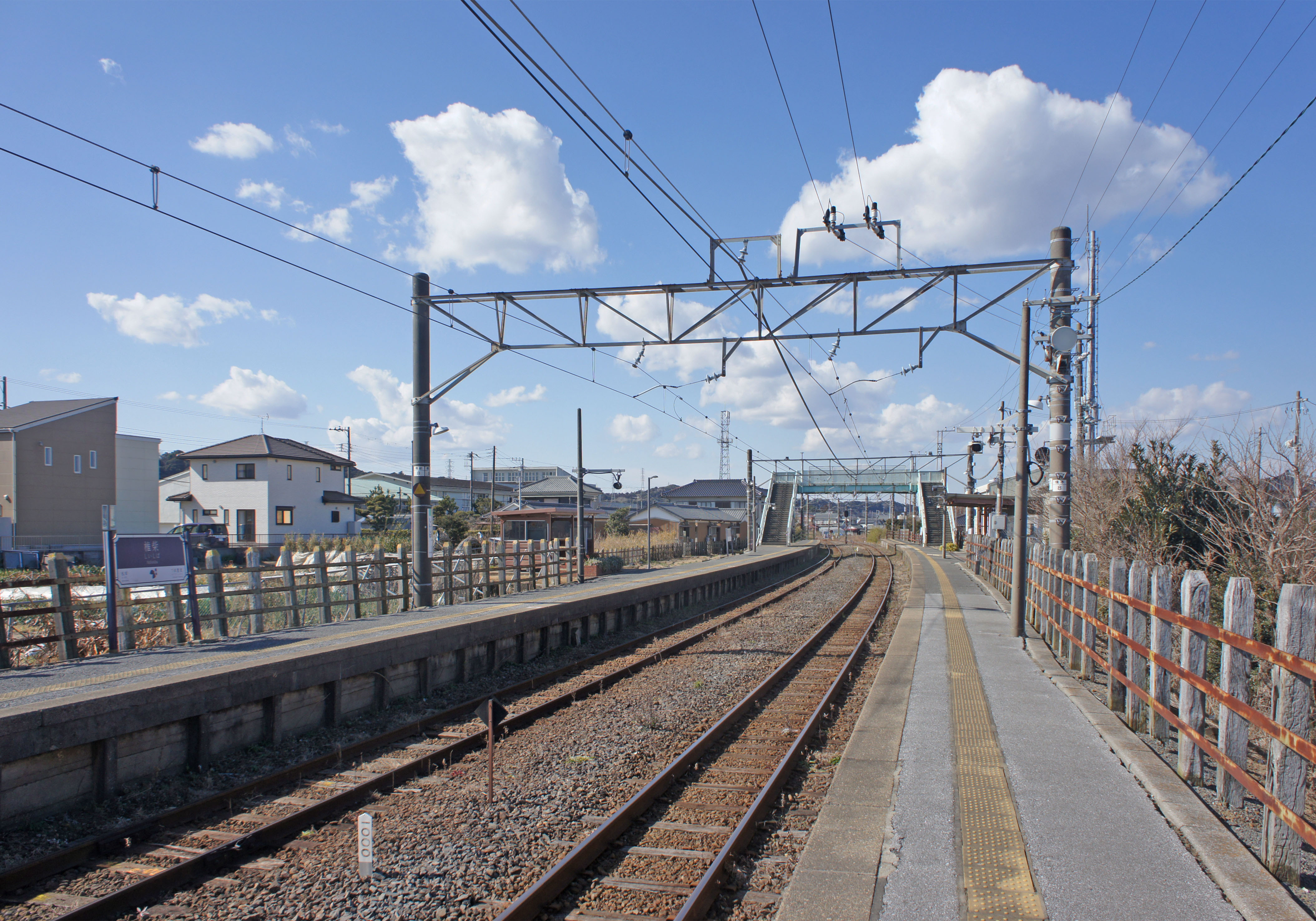
駅ホーム（2022年2月）

| 番線 | 路線    | 方向 | 行先                 |
| ---- | ------- | ---- | -------------------- |
| 1    | ■成田線 | 下り | 銚子方面             |
| 2    | ■成田線 | 上り | 佐原・成田・千葉方面 |

（出典：JR東日本:駅構内図）
- ホームは8両編成までに対応する。

- 改札口（2022年2月）
- 駅ホーム（2022年2月）

## 利用状況
2006年（平成18年）度の1日平均乗車人員は511人である。
千葉県統計年鑑によると、近年の1日平均乗車人員の推移は以下の通り。
| 年度               | 1日平均 乗車人員 | 出典     |
| ------------------ | ---------------- | -------- |
| 1990年（平成02年） | 671              | [ * 1 ]  |
| 1991年（平成03年） | 678              | [ * 2 ]  |
| 1992年（平成04年） | 671              | [ * 3 ]  |
| 1993年（平成05年） | 664              | [ * 4 ]  |
| 1994年（平成06年） | 646              | [ * 5 ]  |
| 1995年（平成07年） | 609              | [ * 6 ]  |
| 1996年（平成08年） | 596              | [ * 7 ]  |
| 1997年（平成09年） | 543              | [ * 8 ]  |
| 1998年（平成10年） | 525              | [ * 9 ]  |
| 1999年（平成11年） | 532              | [ * 10 ] |
| 2000年（平成12年） | 553              | [ * 11 ] |
| 2001年（平成13年） | 570              | [ * 12 ] |
| 2002年（平成14年） | 547              | [ * 13 ] |
| 2003年（平成15年） | 536              | [ * 14 ] |
| 2004年（平成16年） | 533              | [ * 15 ] |
| 2005年（平成17年） | 522              | [ * 16 ] |
| 2006年（平成18年） | 511              | [ * 17 ] |

## 駅周辺

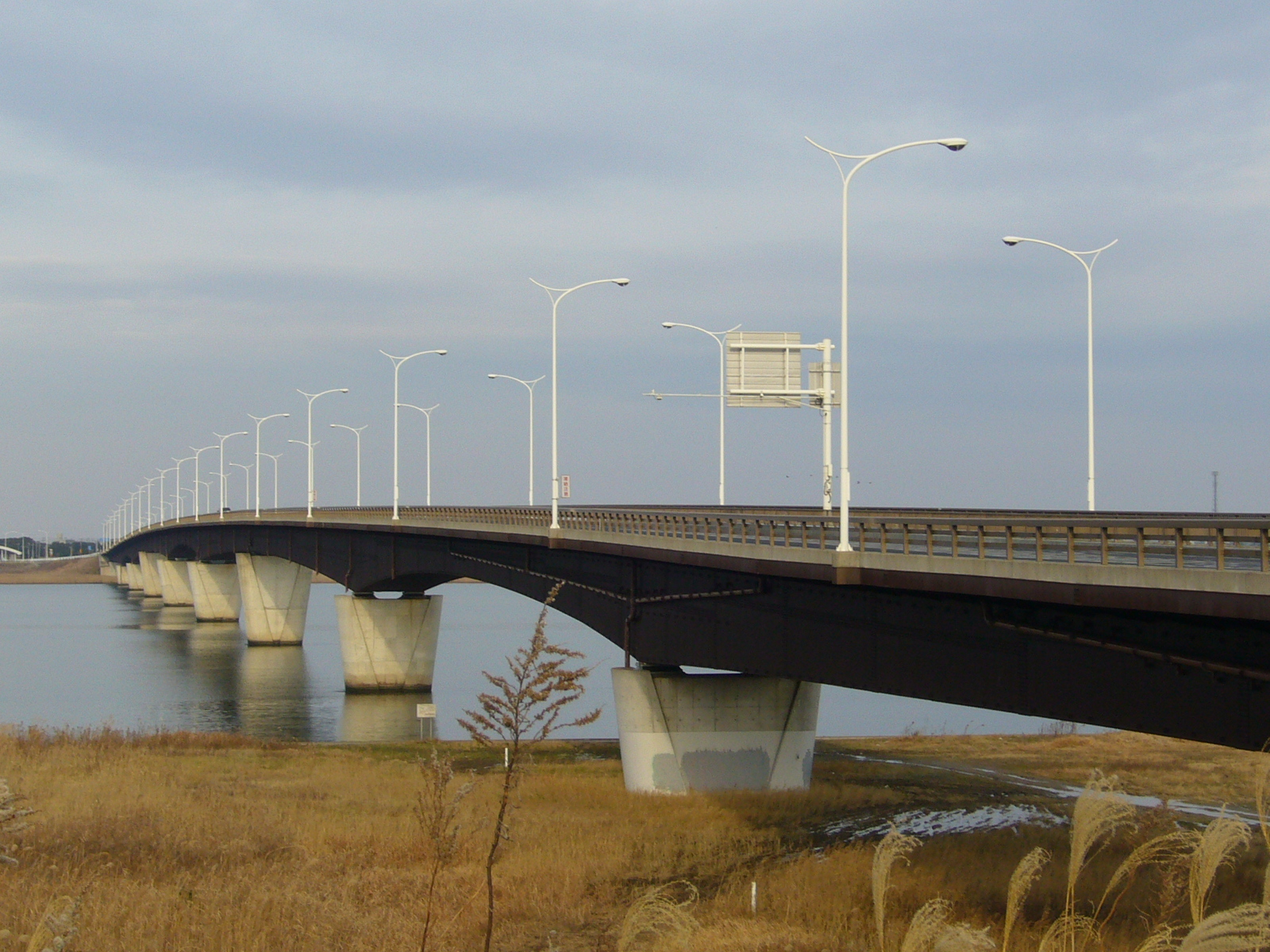
利根かもめ大橋

駅舎（駅出入口）は北側に位置し、利根川右岸に位置する駅で、約500m程北へ行くと利根川に突き当たる。駅の北側を国道356号（利根水郷ライン）が走り、北西へ約1km程行くと、利根かもめ大橋が利根川を渡っている。
駅前に大丸交通（大丸タクシー）の野尻営業所があり、タクシーが待機していることが多い。駅舎の反対側（南側）には銚子市立銚子高等学校（旧銚子市立銚子西高等学校）の仮校舎があったが、2018年（平成30年）より銚子スポーツタウン（宿泊施設・研修施設）としてリニューアルしている。
- 国道356号
- 千葉県道71号銚子旭線
- 千葉県道73号銚子海上線
- 銚子市役所西部支所
- 銚子市立椎柴小学校
- 銚子市立船木小学校
- ちばみどり農業協同組合椎柴支店
- ちばみどり農業協同組合船木出張所
- 銚子商工信用組合椎柴支店
- 銚子信用金庫船木椎柴支店
- 読売センター銚子西部
- 野尻郵便局
- 千葉交通「椎柴駅」停留所

## 隣の駅
東日本旅客鉄道（JR東日本）
■成田線
下総豊里駅 - 椎柴駅 - 松岸駅

### 記事本文

### 利用状況
1. ↑  千葉県統計年鑑 - 千葉県
2. ↑  銚子市統計書 - 銚子市

千葉県統計年鑑
1. ↑  千葉県統計年鑑（平成3年）
2. ↑  千葉県統計年鑑（平成4年）
3. ↑  千葉県統計年鑑（平成5年）
4. ↑  千葉県統計年鑑（平成6年）
5. ↑  千葉県統計年鑑（平成7年）
6. ↑  千葉県統計年鑑（平成8年）
7. ↑  千葉県統計年鑑（平成9年）
8. ↑  千葉県統計年鑑（平成10年）
9. ↑  千葉県統計年鑑（平成11年）
10. ↑  千葉県統計年鑑（平成12年）
11. ↑  千葉県統計年鑑（平成13年）
12. ↑  千葉県統計年鑑（平成14年）
13. ↑  千葉県統計年鑑（平成15年）
14. ↑  千葉県統計年鑑（平成16年）
15. ↑  千葉県統計年鑑（平成17年）
16. ↑  千葉県統計年鑑（平成18年）
17. ↑  千葉県統計年鑑（平成19年）